# Mikkel Ankjær Nielsen
Mikkel Ankjær Nielsen er en dansk ishockeyspiller. Han er født og opvokset i Odense, Danmark. 
Han har af flere omgange været udtaget til ungdomslandshold, og har derved deltaget i et enkelt U-20 VM tilbage i 2015. Her avancerede man fra B gruppen, og spillede den næste årgang til A-VM i Toronto året efter.
Mikkel fik allerede debut i den bedste danske række som 16 årlig, og fik i 2014 sin første professionelle kontrakt. Han har nu flere sæsoner bag sig i den bedste danske ishockeyrække, her med et fornuftigt pointsnit. 
Derudover har han haft 2 afstikkere til middelmådige svenske ligaer. En enkelt gang uden succes, samt en gang hvor en ellers fin sæsonindledning blev spoleret af skader.
 Der er for få eller ingen kildehenvisninger i denne artikel, hvilket er et problem. Du kan hjælpe ved at angive troværdige kilder til de påstande, som fremføres i artiklen.